# 1 a. C.
El año 1 a. C. fue un año común comenzado en viernes o sábado (las fuentes difieren) del calendario juliano. También fue un año bisiesto comenzado en jueves del calendario juliano proléptico. En aquella época, era conocido como el Año del consulado de  Lentulus y Piso (o, menos frecuentemente, año 753 Ab urbe condita).
Fue precedido por el año 2 a. C. y fue sucedido por el año 1 d. C., puesto que no hubo ningún año cero. Fue el último año del siglo I a. C..

## Acontecimientos

### Enero
- 9 de enero: en Judea se registra un eclipse lunar. Según el historiador Flavio Josefo, el rey Herodes murió al día siguiente.[1]

### Octubre
- 17 de octubre: coronación de Ping de Han como Emperador de China.[2]

### Fechas desconocidas
- Cerca de la actual ciudad de México, la ciudad de Teotihuacán se convierte en la ciudad más grande de Mesoamérica, con 40 000 habitantes.
- En Roma, el emperador Augusto niega el permiso a Tiberio (exiliado en la isla de Rodas) para volver a la ciudad.
- Cayo César (nieto de Augusto) es enviado a Armenia a combatir la influencia de los partos en ese reino.
- La doctrina de Buda penetra en el Imperio chino.

## Nacimientos
- Jesús de Nazaret (tradicional), figura principal del cristianismo (f. 33)

## Fallecimientos
- 10 de enero: Herodes I el Grande, de acuerdo con algunas interpretaciones de Flavio Josefo. También mencionó un eclipse justo antes de la muerte de Herodes, que Kepler dató al año 4 a. C. y ahora se data en el 9 de enero del 1 a. C.[1]
- 15 de agosto: Ai de Han, emperador chino.[3][4]
- Dong Xian, político de la dinastía Han.
- Fu, emperatriz china.
- Zhao Feiyan, emperatriz china.

## Arte y literatura
- Ovidio escribe Remedia amoris como desagravio a la publicación de El arte de amar.

## Ciencia y tecnología
- Se introduce el cultivo del arroz en Japón desde China.